# Муравйов Олег Вікторович
Олег Вікторович Муравйов (27 червня 1975, Жданов) — український футболіст, що грав на позиції захисника. Відомий виступами за футбольний клуб «Таврія» у вищій українській лізі. Після закінчення виступів — український футбольний арбітр (лайнсмен) та спортивний функціонер.

## Кар'єра футболіста
Олег Муравйов розпочав виступи на футбольних полях ще у 1990 році в аматорській команді «Новатор» з Маріуполя. У 1992 році команда вже під новою назвою «Азовець» розпочала виступи вже в першій українській лізі, щоправда після першого сезону в незалежній Україні команда вилетіла до другої ліги. У команді з рідного міста футболіст грав до кінця 1994 року. провівши в професійній команді 119 матчів. На початку 1995 року Муравйов півроку грав у складі іншої команди другої ліги «Дружба» з Бердянська, за яку провів 16 матчів. З початку сезону 1995—1996 року футболіст став гравцем команди вищої української ліги «Таврія» з Сімферополя. Протягом трьох років він зіграв 78 матчів у чемпіонаті України. був одним із основних гравців захисту команди. У 1998 році Олег Муравйов завершив кар'єру професійного футболіста.

## Після закінчення кар'єри футболіста
Після завершення виступів на футбольних полях Олег Муравйов з 2000 року став асистентом футбольного арбітра. Спочатку він входив до суддівської бригади на матчі другої ліги, пізніше працював на матчах першої та вищої ліг, та матчах Кубка України. Колишній футболіст також входив до українських суддівських бригад на матчах єврокубків та матчах національних збірних. Завершив суддівську кар'єру в 2015 році. Одночасно Олег Муравйов тривалий час, до 29 серпня 2016 року, працював начальником управління молоді та спорту Маріупольської міської ради.